# Ботаєв Заур Амалудинович
Заур Амалудинович Ботаєв (рос. Заур Амалудинович Ботаев; нар. 6 травня 1979, Хасав'юрт, Дагестанська АРСР, РРФСР) — російський борець вільного стилю, бронзовий призер чемпіонату світу, чемпіон Європи, чемпіон світу серед військовослужбовців. Заслужений майстер спорту Росії з вільної боротьби (2007).

## Життєпис
Боротьбою почав займатися з восьми років у тренера Іси Хожикова. З 1996 року тренувався в Школі вищої спортивної майстерності з видів боротьби імені Д. Г. Міндіашвілі під керівництвом тренерів Віктора Алексєєва і Віктора Райкова. Виступав за спортивне товариство «Динамо» та ЦСКА (Красноярськ).
У 1994 році став чемпіоном світу серед кадетів. У 1998 році виграв чемпіонат Європи та світову першість серед юніорів. У 1999 році знову став чемпіоном Європи серед юніорів.
Срібний (2002, 2003, 2007) і бронзовий (2004—2006) призер чемпіонатів Росії.
У збірній команді Росії з 1999 по 2007 рік.
Завершив спортивну кар'єру в 2007 році.
У 2006 році закінчив Інститут спортивних єдиноборств ім. І. С. Яригіна Красноярського державного педагогічного університету.
З 2011 року працює старшим тренером Академії боротьби імені Д. Г. Міндіашвілі. Старший тренер збірної Росії з жіночої боротьби.

## Спортивні результати на міжнародних змаганнях

### Виступи на Чемпіонатах світу
| Змагання                        | Збірна | Вагова категорія          | Місце  |
| ------------------------------- | ------ | ------------------------- | ------ |
| Чемпіонат світу з боротьби 2002 | Росія  | вільна боротьба, до 66 кг | Бронза |

### Виступи на Чемпіонатах Європи
| Змагання                         | Збірна | Вагова категорія          | Місце  |
| -------------------------------- | ------ | ------------------------- | ------ |
| Чемпіонат Європи з боротьби 2002 | Росія  | вільна боротьба, до 66 кг | Золото |
| Чемпіонат Європи з боротьби 2003 | Росія  | вільна боротьба, до 74 кг | 4      |

### Виступи на Кубках світу
| Змагання                    | Збірна | Вагова категорія          | Місце |
| --------------------------- | ------ | ------------------------- | ----- |
| Кубок світу з боротьби 2007 | Росія  | вільна боротьба, до 66 кг | 5     |

### Виступи на інших змаганнях
| Змагання                                                     | Збірна | Вагова категорія          | Місце  |
| ------------------------------------------------------------ | ------ | ------------------------- | ------ |
| Кубок Вантаа з боротьби 1999                                 | Росія  | вільна боротьба, до 69 кг | Золото |
| Олімпійський кваліфікаційний турнір з боротьби 2000 (Мінськ) | Росія  | вільна боротьба, до 69 кг | Золото |
| Олімпійський кваліфікаційний турнір з боротьби 2000 (Токіо)  | Росія  | вільна боротьба, до 69 кг | Срібло |
| Чемпіонат світу з боротьби серед військовослужбовців 2001    | Росія  | вільна боротьба, до 63 кг | Золото |
| Міжнародний меморіал Дейва Шульца 2002                       | Росія  | вільна боротьба, до 66 кг | Бронза |

### Виступи на змаганнях молодших вікових груп
| Змагання                                       | Збірна | Вагова категорія          | Місце  |
| ---------------------------------------------- | ------ | ------------------------- | ------ |
| Чемпіонат Європи з боротьби серед юніорів 1998 | Росія  | вільна боротьба, до 65 кг | Золото |
| Чемпіонат світу з боротьби серед юніорів 1998  | Росія  | вільна боротьба, до 65 кг | Золото |
| Чемпіонат Європи з боротьби серед юніорів 1999 | Росія  | вільна боротьба, до 69 кг | Золото |
| Чемпіонат світу з боротьби серед юніорів 1999  | Росія  | вільна боротьба, до 69 кг | 8      |
| Чемпіонат світу з боротьби серед кадетів 1994  | Росія  | вільна боротьба, до 40 кг | Золото |